# Enrique Trinidad Oliva
Enrique Trinidad Oliva fue un militar y político guatemalteco, que fungió como Ministro General, durante la dimisión del presidente Carlos Enrique Díaz de León.

## Cronología de sucesos que llevaron a Castillo Armas al poder
La siguiente es una cronología de los principales sucesos que llevaron al poder a Carlos Castillo Armas:
| Fecha                     | Suceso |
| ------------------------- | --- |
| 15 de mayo de 1950        | Thomas Corcoran, quien cabildeaba para la United Fruit Company en el congreso de los Estados Unidos, se reunió con el asistente del secretario para asuntos interamericanos, Thomas Mann, para solicitarle ayuda para derrocar al presidente Juan José Arévalo. |
| 3 de septiembre de 1950   | Un operativo de la CIA llegó a la Ciudad de Guatemala y estableció contacto con un grupo estudiantil anticomunista. |
| 11 de noviembre de 1950   | Árbenz fue elegido presidente. |
| 15 de marzo de 1951       | Árbenz tomó posesión como presidente. |
| 22 de agosto de 1951      | La United Fruit Company advirtió a sus trabajadores de que cualquier incremento en los sueldos haría insostenibles las operaciones en Guatemala y la forzaría a retirarse del país. |
| 15 de septiembre de 1951  | Una tormenta tropical arrasó con las principales plantaciones de la United Fruit Company en Tiquisate; la frutera anunció posteriormente que no iba a rehabilitar las plantaciones hasta que hubiese concluido un estudio económico de sus operaciones en Guatemala. |
| 26 de septiembre de 1951  | La United Fruit Company suspendió a tres mil setecientos cuarenta y dos empleados, rehusándose a cumplir con la orden del inspector general de trabajo de Guatemala para que rehabilitara a los trabajadores suspendidos. |
| 30 de octubre de 1951     | Walter Turnbull, vicepresidente de la United Fruit Company le dio un ultimátum a Árbenz: la UFCO no iba a reabrir sus plantaciones sin que tuviera la seguridad de que los costos de la mano de obra se mantuvieran estables por tres años y sólo con la eliminación de leyes desfavorables. |
| 5 de noviembre de 1951    | El director de la Central de Inteligencia Americana Dulles y King recibieron a representantes de la UFCO, quienes les ofrecieron inteligencia, ayuda logística y financiera para cualquier programa que la CIA desarrollara para derrocar al presidente Árbenz. |
| 19 de diciembre de 1951   | La Great White Fleet de la United Fruit Company anunció que iba a bajar el número de viajes de pasajeros a Guatemala. |
| 2 de enero de 1952        | La Corte de Apelaciones de Trabajo dictaminó que la United Fruit Company debía reiniciar sus operaciones en Tiquisate y pagarle a sus tres mil setecientos cuarenta y dos empleados los sueldos atrasados. |
| 12 de marzo de 1952       | El inspector general de la CIA, Stuart Hedden, se reunió con el abogado de la United Fruit Company Thomas Corcoran quien le aseguró que la UFCO apoyaba el movimiento revolucionario de Castillo Armas. |
| 22 de marzo de 1952       | Memo interno de la CIA indicó que la agencia iba a ayudar a Castillo Armas desde ese momento. |
| 25 de marzo de 1952       | La oficina de la CIA en la Ciudad de México empezó a recibir reportes semanales de parte de Castillo Armas. |
| april de 1952             | El presidente Somoza de Nicaragua visitó Washington D. C.. |
| 17 de junio de 1952       | Árbenz aprobó la ley de Reforma Agraria. |
| julio de 1952             | El presidente Anastasio Somoza de Nicaragua regresó a Managua a bordo de un avión militar norteamericano. Durante el vuelo convenció al coronel Cornelius Mara, asistente militar del presidente Truman de presentarle al presidente el plan para ayudar a Castillo Armas. |
| 10 de julio de 1952       | Allen Dulles se entrevistó con el secretario de estado Mann para solicitar la aprobación de la operación PBFORTUNE: un plan para derrocar a Árbenz con la ayuda de Castillo Armas. |
| 7 de agosto de 1952       | Se inició la distribución de tierras en Guatemala de acuerdo a la Reforma Agraria. |
| 18 de agosto de 1952      | El director de la Central de Inteligencia Americana aprobó la operación PBFORTUNE. |
| 2 de octubre de 1952      | La aerolínea estadounidense Pan American llegó a un acuerdo con sus trabajadores guatemaltecos que habían estado en huelga por tres meses, incrementándoles el sueldo en veintitrés centavos. |
| 3 de octubre de 1952      | Luego de varios cuestionamientos indiscretos por parte de algunos diplomáticos latinoamericanos acerca de la inminente operación encubierta, el asistente del secretario de Estado Mann envió un telegrama al Secretario de Estado Achesn para informarle de estos cuestionamientos y del descubrimiento de que el plan contemplaba suministrarle armas a Castillo Armas, y no sólo la ayuda financiera originalmente autorizada por el estado. |
| 8 de octubre de 1952      | Acheson y Bruce convocaron a Wisner y a King y les ordenaron detener la operación PBFORTUNE. |
| diciembre de 1952         | El general Dwight Eisenhower y los republicanos ganaron las elecciones presidenciales en los Estados Unidos con la promesa de repeler la amenaza comunista. |
| 11 de diciembre de 1952   | El partido comunista de Guatemala inició el segundo congreso del partido, al que asistieron importantes miembros del gobierno de Árbenz. |
| 12 de diciembre de 1952   | Trabajadores de la plantación bananera en Tiquisate de la United Fruit Company solicitaron que se decomisaran veintidós mil trescientas hectáreas de tierras ociosas a la frutera. |
| 19 de diciembre de 1952   | Se legalizó el partido comunista de Guatemala, el Partido Guatemalteco del Trabajo. |
| 5 de febrero de 1953      | El Congreso de Guatemala desconoció a la Corte Suprema de Justicia por ignorancia de la ley e incompetencia manifiesta para administrar justicia luego de que la Corte emitió un recurso de amparo en contra de la confiscación de tierras ociosas. |
| 25 de febrero de 1953     | El gobierno de Guatemala confiscó noventa y seis mil hectáreas de tierras ociosas a la United Fruit Company, como parte de la Reforma Agraria. |
| 18 de marzo de 1953       | NSC 144/1, Objetivos y Cursos de los Estados Unidos con respecto a América Latina, advierte de un cambio en el área hacia los regímenes nacionalistas y radicales. |
| 29 de marzo de 1953       | Alzamiento de Salamá; con este intento de sublevación se inició la campaña para suprimir a los anticomunistas en Guatemala. |
| 19 de agosto de 1953      | La Oficina de Asuntos Interamericanos de los Estados Unidos hizo un boceto de un documento en el que se oponía a una política de intervencionismo solapado en Guatemala. |
| 11 de septiembre de 1953  | El coronel J.C. King recibió el plan general de acción de PBSUCCESS |
| octubre de 1953           | John Puerifoy, experto en anticomunismo del Departamento de Estado estadounidense, llegó a la Ciudad de Guatemala como embajador de los Estados Unidos. |
| 9 de noviembre de 1953    | José Manuel Fortuny viajó a Praga para negociar la compra de armas a Checoslovaquia. |
| 16 de noviembre de 1953   | Frank Wisner aprobó el plan y recomendó al director de la CIA que lo aceptara. |
| 25 de noviembre de 1953   | Una reunión de alto nivel se realizó en la CIA para discutir mantener a Cabot ajeno a PBSUCCESS. |
| 9 de diciembre de 1953    | El director general de la Central de Inteligencia Americana Allen Dulles aprobó el plan general para PBSUCCESS y le asignó tres millones de dólares. |
| 23 de diciembre de 1953   | La estación LINCOLN de la CIA -cuartel general de la operación PBSUCCESS en la Florida- inició sus operaciones. |
| 18 de enero de 1954       | Alfonso Martínez, director del Departamento Agrícola huyó a Suiza y luego se dirigió a Praga para concluir la negociación de armamento. |
| 25 de enero de 1954       | El gobierno guatemalteco inició arrestos masivos de sospechosos de subversión. |
| 29 de enero de 1954       | La prensa guatemalteca acusó al gobierno de los Estados Unidos de estar planeando una invasión al país; reveló detalles sustanciales de la Operación PBSUCCESS. |
| 2 de febrero de 1954      | Sydney Gruson, corresponsal del periódico The New York Times fue expulsado de Guatemala por el canciller guatemalteco Guillermo Toriello. Wisner y King se reunieron para decidir si era prudente abortar la operación PBSUCCESS debido a las filtraciones a la prensa. |
| 19 de febrero de 1954     | Se inició la operación WASHTUB, que era un plan para implantar un depósito de armas soviéticas falso en Nicaragua para demostrar que Guatemala tenía nexos con Moscú. La operación tuvo muy poca credibilitad. |
| 24 de febrero de 1954     | El gobierno de Guatemala confiscó setenta mil hectáreas de tierras ociosas a la United Fruit Company, como parte de la Reforma Agraria. |
| 1.º de marzo de 1954      | Se inició la conferencia de Caracas de la Organización de los Estados Americanos. |
| 4 de marzo de 1954        | John Foster Dulles habló en la conferencia de Caracas. |
| 5 de marzo de 1954        | El ministro de relaciones exteriores de Guatemala, Guillermo Toriello, refutó los cargos hechos por los Estados Unidos. |
| 13 de marzo de 1954       | La Organización de los Estados Americanos condenó el Comunismo en Guatemala por una votación de 17 a 1. |
| 21 de marzo de 1954       | El programa de entrenamiento paramilitar graduó a treinta y siete alumnos guatemaltecos en sabotaje. |
| 9 de abril de 1954        | El arzobispo guatemalteco Mariano Rossell y Arellano emitió una carta pastoral pidiendo por una cruzada nacional contra el Comunismo. |
| 10 de abril de 1954       | Wisner le informó al Secretario de Estado asistente, Henry Holland, de PBSUCCESS. Holland, muy asustado, exige que se haga una revisión del proyecto al más alto nivel. |
| 17 de abril de 1954       | John Foster Dulles, secretario de estado y accionista de la UFCO y su hermano Allen Dulles, director de la CIA dieron luz verde a la operación PBSUCCESS. |
| 1.º de mayo de 1954       | La radio Voz de la Liberación -operación SHERWOOD- inició sus transmisiones clandestinas. |
| 15 de mayo de 1954        | El SS Alfhem atracó en Puerto Barrios con un cargamento de armas provenientes de Checoslovaquia. |
| 20 de mayo de 1954        | Un comando de saboteadores atacó un tren con las armas que venían en el Alfhem; un saboteador y un soldado murieron. Hubo otros intentos de sabotaje el 21 y el 25 de mayo, pero todos fracasaron. La radio oficial de Guatemala se retira del aire para reemplazar su transmisor. No reinició sus transmisiones hasta mediados de junio. Nicaragua rompió relaciones diplomáticas con Guatemala.                                               |
| 24 de mayo de 1954        | La marina de los Estados Unidos inició la operación HARDROCK BAKER, para bloquear el espacio marítimo de Guatemala. |
| 29 de mayo de 1954        | Árbenz hizo una redada de subversivos, capturando a casi todos los miembros del aparato clandestino de Castillo Armas. |
| 31 de mayo de 1954        | Árbenz ofreció reunirse con Eisenhower para disminuir la tensión. |
| 4 de junio de 1954        | El coronel Rodolfo Mendoza de la fuerza aérea guatemalteca deserta hacia El Salvador en un avión privado. |
| 8 de junio de 1954        | Víctor Manuel Gutiérrez, secretario general de la Central General de Trabajadores de Guatemala -CGTG- tiene una reunión especial con los dirigentes de los sindicatos de trabajadores agrícolas y obreros y les insta a movilizarse para la autodefensa. |
| 15 de junio de 1954       | Se lanzó a los equipos de sabotaje. Las fuerzas invasores se desplazaron a zonas estratégicas. |
| 18 de junio de 1954       | A las 5:00 p. m., Árbenz llevó a cabo un masivo mitin en la estación del ferrocarril, mientras aviones de la CIA surcaban el espacio aéreo. A las 8:20 p. m., Castillo Armas cruzó la frontera. |
| 19 de junio de 1954       | A la 1:50 a. m., los invasores dinamitaron el puente de Gualán. |
| 20 de junio de 1954       | Los rebeldes tomaron Esquipulas pero fueron derrotados en Gualán. |
| 21 de junio de 1954       | La mayor fuerza de los rebeldes sufrió una desastrosa derrota en Puerto Barrios. |
| 25 de junio de 1954       | Los rebeldes bombardearon el fuerte de Matamoros y capturaron Chiquimula. Aviones de la CIA atacaron trenes de transporte de tropas. |
| 27 de junio de 1954       | Árbenz renunció sorpresivamente. Castillo Armas atacó Zacapa pero fue derrotado y tuvo que regresar a Chiquimula. Aviones de la CIA bombardearon un carguero británico en el Puerto de San José. |
| 28 de junio de 1954       | Díaz, Sánchez y Monzón formaron una junta de gobierno a las 11:45. Se rehusaron a negociar con Castillo Armas. Los F-47 arrojaron dos bombas a las 3:30 p. m. |
| 29 de junio de 1954       | Monzón tomó el control de la junta y solicitó negociaciones con Castillo Armas. El Batallón de Zacapa negoció el cese al fuego con Castillo Armas. |
| 30 de junio de 1954       | Wisner envió el telegrama de cambio de dirección, solicitando a los oficiales que se retiraran de cuestiones políticas. |
| 1.º de julio de 1954      | Monzón y Castillo Armas se reunieron en Honduras para limar sus diferencias. |
| 2 de julio de 1954        | SHERWOOD dejó de transmitir y empezó a retirarse de Guatemala. |
| 4-17 de julio de 1954     | Un equipo de recuperación de la CIA recopiló ciento cincuenta mil documentos relacionados con el comunismo en la Ciudad de Guatemala. |
| 12 de julio de 1954       | Se cerró la oficina LINCOLN de la CIA en Florida. |
| 1.º de septiembre de 1954 | Carlos Castillo Armas asumió la presidencia de Guatemala. |

## Gobierno

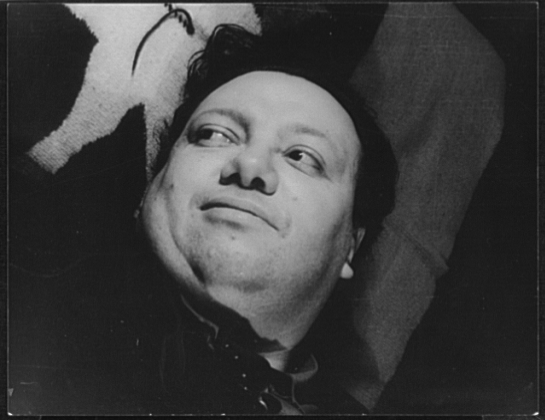
Muralista mexicano Diego Rivera quien pintó el cuatro «Gloriosa victoria». En el centro del cuadro, el secretario de estado de los EE.UU, John Foster Dulles le da la mano a Castillo Armas. El jefe de la CIA, Allen Dulles, y el embajador estadounidense en Guatemala, John Peurifoy están regalando dinero a los comandantes militares, mientras que los indígenas trabajan como esclavos, cargando los barcos de la United Fruit Company con bananos. A los pies del embajador, hay una bomba antropomorfizada que contiene la cara sonriente del presidente Dwight Eisenhower. En el fondo está el arzobispo Mariano Rossell y Arellano oficiando una misa sobre los cuerpos masacrados de los trabajadores. Este cuadro fue prohibido en los Estados Unidos y desapareció completamente durante los siguientes cincuenta años. En el año 2000, fue encontrado en una bodega del museo Pushkin, en Rusia y desde entonces, está en calidad de préstamo y en exhibición permanente en México.

Rota la Constitución, no fue difícil echar por tierra el pacto de transición de mando acordado entre Árbenz y Díaz. En El Salvador, Carlos Castillo Armas esperaba poder entrar triunfalmente al país. El problema de la entrada triunfal del Ejército de la Liberación a la ciudad de Guatemala representaba el punto de quiebre entre la nueva Junta de Gobierno y el caudillo liberacionista. O más específicamente: entre Castillo Armas y el coronel Monzón, quien aún con ser ferviente anticomunista y militar experimentado en el campo político, guardaba cierta fidelidad a la institución armada. Peurifoy viajó a San Salvador a reunirse con el líder rebelde, Carlos Castillo Armas. Durante el encuentro, Castillo Armas no tuvo mayor problema para dejar en claro su deseo de entrar a Guatemala investido con amplios poderes personalizados. Castillo Armas recibió una especie de gabinete de gobierno, conformado por abogados, empresarios y militares, quienes firmaron un pacto que puede resumirse de la forma siguiente: se reconocía implícitamente el liderazgo de Castillo Armas al reestructurar la Junta de Gobierno, permitiendo su incorporación, lo mismo que la del mayor Enrique Trinidad Oliva. Por otro lado, se acordó combatir a muerte el comunismo, y el Movimiento de Liberación Nacional tomó el control de las instituciones públicas y del orden jurídico legal. El 3 de julio de 1954, Castillo Armas salía victorioso, y era recibido en la Ciudad de Guatemala con los honores que había exigido para sí, al frente del Ejército liberacionista.
Las primeras acciones del gobierno contrarrevolucionario de Castillo Armas fueron ilegalizar al Partido Guatemalteco del Trabajo, prohibió las asociaciones, los sindicatos y los partidos políticos, suspendió los programas favorables a los indígenas y a la clase obrera, impuso una severa censura, disolvió el Congreso y comenzó una dura persecución en contra de los intelectuales de izquierda (de quienes la mayoría se vieron obligados a refugiarse en la Embajada de México para salir al exilio, entre quienes se encontraban el presidente derrocado Jacobo Árbenz Guzmán). Los fondos del Ministerio de Educación fueron congelados y se prohibieron todos los libros considerados "comunistas"; asimismo, se iniciaron las hostilidades hacia la Universidad de San Carlos de Guatemala, la cual se constituyó como la principal fuerza opositora y vía de denuncia contra los abusos del gobierno y contra la invasión estadounidense. Pero aún más importante, derogó la Constitución democrática de 1945 y la Ley de Reforma Agraria, contenida en el Decreto 900, con lo cual se dejaba sin efecto la distribución de la tierra a los campesinos y todas las tierras que ya habían sido repartidas, fueron devueltas a los terratenientes del país y a la United Fruit Company.
Por último, el nuevo gobierno acordó la fusión del Ejército Nacional de Guatemala con el invasor Ejército de Liberación, lo cual provocó la indignación dentro de la institución armada, quien fue acusada por la sociedad civil de ser «traidora» y «cobarde». Como consecuencia, la madrugada del 2 de agosto de 1954, la Compañía de Caballede la Escuela Militar Guatemalteca, se sublevó en contra del gobierno de Castillo Armas, con miras a recuperar la dignidad de la institución.
Durante su periodo presidencial se caracterizó por la persecución de enemigos políticos, terrorismo de Estado y altos niveles de corrupción. Se estima que durante su periodo presidencial se ejecutaron crímenes de lesa humanidad, pero debido a la ayuda de la CIA, la mayoría de archivos fueron eliminados.

### El alzamiento del 2 de agosto

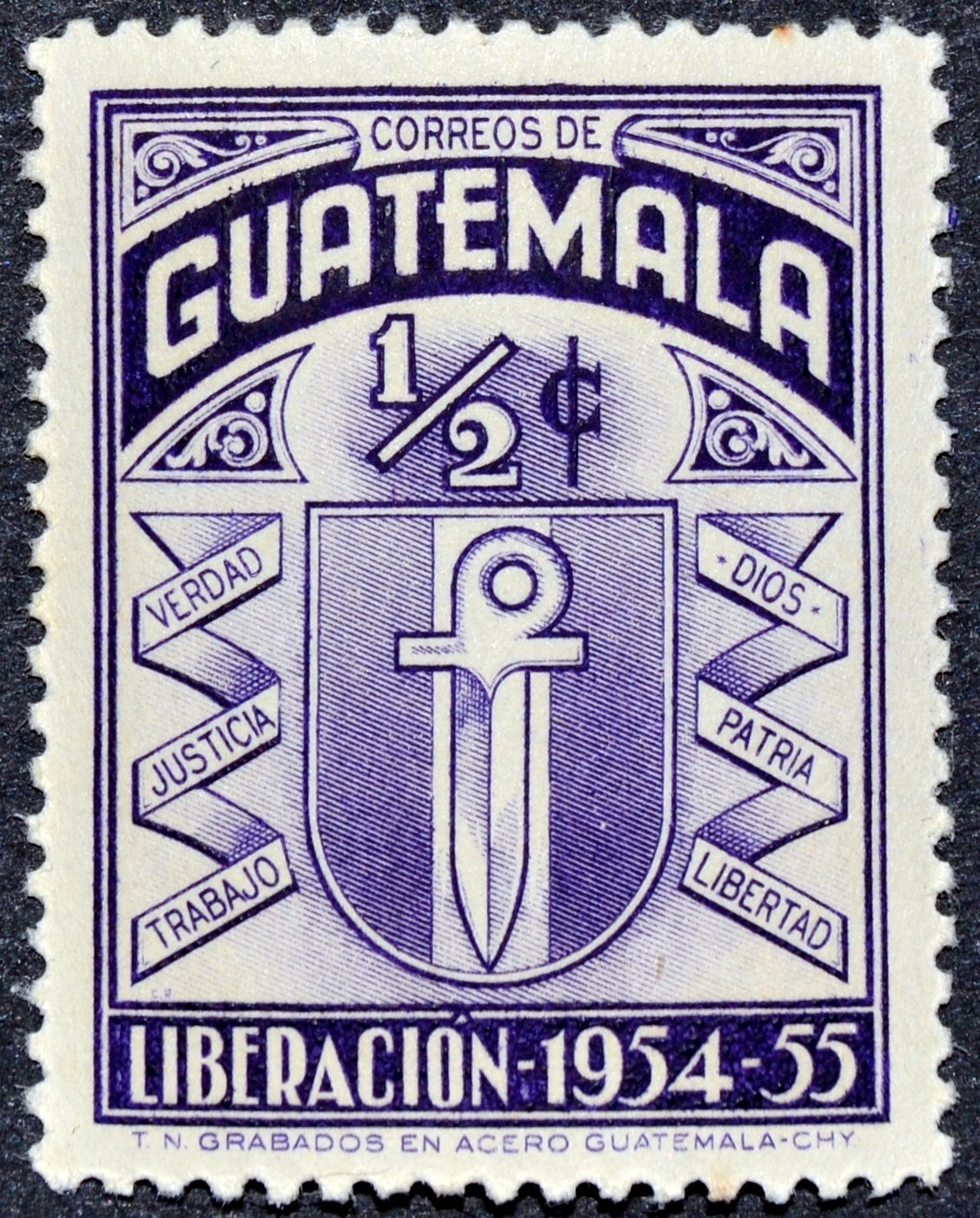
Sello conmemorativo de la invasión de 1954.

El primer problema político sorteado por el coronel Carlos Castillo Armas, durante su gobierno, fue la sublevación de los cadetes de la Escuela Politécnica el 2 de agosto de 1954. Después de haber triunfalmente marchado celebrando el triunfo, las tropas del Movimiento de Liberación -constituidas principalmente por soldados mercenarios de la CIA que se hacían pasar por campesinos y agricultores del oriente de Guatemala- por principales calles de la Ciudad de Guatemala, entregaron las armas y fueron a dormir al hospital Roosevelt -que se encontraba en construcción en ese entonces-, en donde estaban acantonadas.
Los cadetes alzados en armas tras un desplante hecho por los mercenarios del Movimiento de Liberación Nacional en el que les arrebataron la bandera nacional al momento de recibir a Castillo Armas en el aeropuerto La Aurora, aprovecharon el descanso de los "liberacionistas" y amparados por la oscuridad atacaron a los soldados mercenarios y lograron reducirlos no sin antes tener que vencer la poca pero tenaz resistencia que los pocos que estaban armados opusieron. Acto seguido les hicieron marchar con las manos en alto y haciéndoles abordar un tren, les remitieron de regreso hacia el Oriente del país, rumbo a Zacapa; de esta forma demostraron lo débil del ejército de liberación y pusieron en evidencia la pasividad del Ejército durante la invasión. Por su parte, avisado de la situación, el Coronel Carlos Castillo Armas quien había regresado a su Cuartel General, llegó a la Ciudad de Guatemala por la Cordillera de la Antigua Guatemala y fue capturado en el Palacio Nacional.
Los cadetes quedaron al mando de la situación, pero la habilidad del arzobispo de Guatemala Mariano Rossell y Arellano y de John Peurifoy nuevamente salió a la defensa de los intereses norteamericanos: en una reunión en la que los cadetes se entrevistaron con el embajador y el arzobispo para hacerles saber que este no era un movimiento comunista, Puerifoy les dejó claro que no iba a tolerar ningún alzamiento, y que si ellos persistían en sus intenciones, ordenaría a la Marina de los Estados Unidos realizar una invasión a Guatemala. Los cadetes, alarmados por esta amenaza, depusieron las armas y liberaron a Castillo Armas. Al final, la acción dejó un saldo de numerosos muertos y heridos de ambos bandos en la fecha ya indicada, el cierre temporal de la Escuela Politécnica y el envío de cuantos cadetes se pudo a estudiar al exterior gozando de becas para que pudieran proseguir sus estudios, en áreas distintas a la milicia. Posteriormente se abrió nuevamente el plantel de estudios militares, bajo la dirección del coronel Carlos Arana Osorio, en 1955.

### Ejecución de las principales reformas de Árbenz
Los puntos del gobierno de Árbenz eran cuatro:
1. La Reforma Agraria (Decreto 900)
2. La construcción de la carretera al Atlántico: planificada para competir con el monopolio ferroviario de la International Railways of Central America (subsidiaria de la UFCO).
3. La construcción del puerto Santo Tomás de Castilla: planificado para competir con el monopolio de Puerto Barrios, también de la UFCO.
4. La planificación de la hidroeléctrica Jurún Marinalá: planificada para competir contra la Empresa Eléctrica de ese entonces, que también era de capital norteamericano.

De estos proyectos, Castillo Armas sólo derogó la reforma agraria inmediatamente después de tomar el poder, pero tuvo que finalizar la carretera al Atlántico, bajo la dirección del ingeniero Juan Luis Lizarralde, ministro de Obras Públicas, por la importancia que tenía para la economía del país; la carretera se terminó en 1959, y tras su finalización ocurrió lo que Árbenz había esperado: el ferrocarril de la UFCO no pudo competir contra el transporte vehicular en camiones. Asimismo, y por la misma razón, continuó con los trabajos de planificación del puerto de Santo Tomás y de la hidroeléctrica Jurún Marinalá, la cual fue terminada e inaugurada en 1970. El puerto se construyó hasta después del terremoto de 1976, pero para entonces ya había quebrado la United Fruit Company y su sucesora, Chiquita Brands International ya no tenía el mismo poder e influencia en el gobierno de los Estados Unidos.
A partir del 19 de julio de 1954, el Estado recuperó las tierras de las fincas nacionales que habían sido repartidas y el 26 del mismo mes anuló la Ley de Decreto 900, substituyéndola por un nuevo Estatuto Agrario; asimismo, se revocó la entrega en propiedad del 78% de los parcelamientos,57 que fueron devueltos a sus antiguos propietarios. En los departamentos más afectados, como Alta Verapaz, Escuintla, Izabal, Baja Verapaz, Chimaltenango, San Marcos y parte de Quiché, se registraron sistemáticos actos de violencia. Durante este período se produjeron numerosos desalojos y casos de persecución de campesinos agraristas. Se calificaba así a los campesinos que en los años anteriores se habían organizado y que habían accedido a la tierra. En la concepción del nuevo régimen el agrarismo era sinónimo de comunismo, y los beneficiarios de la ley eran asumidos como comunistas. Los campesinos también recuerdan que fue a partir de este momento cuando se reactivó el antiguo modelo de colonato feudal, impuesto en tiempos de Justo Rufino Barrios con su reglamento de jornaleros y perfeccionado durante el gobierno de Jorge Ubico con su ley de vagancia y ley de vialidad que garantizaban la disponibilidad de mano de obra casi gratuita para las fincas cafetaleras.